# .ai
.aiは、国別コードトップレベルドメイン (ccTLD) の一つ。イギリス領アンギラに割り当てられている。アンギラ政府によって管理されている。1995年に登録が開始された。

## 概要
人工知能 (AI) に関連したウェブサイトのドメインとしても多く利用され、イーロン・マスクが設立した「xAI」、画像生成AIの「Stability AI」などのAI大手企業も.aiドメインを利用している。
.aiドメインから得た登録料はアンギラ政府の財政に充てられ、ニューヨーク・タイムズによると、2018年に.aiドメインの販売から得られた総収益は290万ドルだった。アンギラは観光業に依存していたが、2022年11月のChatGPTの登場によるAIブームで.aiドメインの登録が急増し大きな収入を得ることとなり、2023年には登録料から約3,200万ドルを得ており、これはアンギラの国内総生産の10％以上に相当する。
アンギラのエリス・ウェブスター首相は「これを思いがけない幸運と呼ぶ人もいる」と語り、政府はこの資金を70歳以上の国民に無料の医療を提供するために使用し、また学校や職業訓練センターの建設、空港の改修などに割り当てている。
ドメインの恩恵を受けた有名な地域として他にツバル（.tvドメイン）がある。ただし、ツバルは民間の商業パートナーと契約し、そのライセンス料を取得しているのに対し、アンギラは政府の直轄であるため、手続きに係るほぼ全ての収入を政府が受け取っている。

## サブドメイン
.aiは直接第二レベルに登録できるほか、以下のカテゴリーラベルが存在する。
- off.ai
- com.ai
- net.ai
- org.ai

以上のドメインはアンギラに居住しているか否かに関わらず、誰でも登録することができる。登録料は2年間100ドルである。しかし、あまり使用されていない。